# Grand Theft Auto VI
Grand Theft Auto VI é um futuro jogo eletrônico de ação e aventura desenvolvido pela Rockstar Studios e publicado pela Rockstar Games. Será o oitavo título principal da franquia Grand Theft Auto, sendo o sucessor de Grand Theft Auto V (2013) e o décimo sexto jogo eletrônico da série. Ambientado no estado fictício de Leonida, baseado na Flórida, o jogo seguirá a história da dupla criminosa Lucia Caminos e Jason Duval.
Após anos de especulação e supostos vazamentos, a Rockstar confirmou em fevereiro de 2022 que o jogo estava em desenvolvimento. Nesse mesmo ano, em setembro, houve divulgação de filmagens do jogo em desenvolvimento, em um vazamento descrito como um dos maiores da indústria de jogos eletrônicos. O jogo foi formalmente revelado em dezembro de 2023 e está previsto para ser lançado em 26 de maio de 2026 para PlayStation 5 e Xbox Series X/S.

## Cenário e personagens
Grand Theft Auto VI se passa no mundo aberto fictício do estado de Leonida — baseado no estado da Flórida, nos Estados Unidos — que inclui a cidade de Vice City, uma versão fictícia de Miami. Vice City foi anteriormente apresentada no universo 2D de Grand Theft Auto (1997) e se configurou como cenário principal no universo 3D de Grand Theft Auto: Vice City (2002) e Grand Theft Auto: Vice City Stories (2006). Assim como acontece nos títulos anteriores da série, o mundo do jogo parodia a cultura americana contemporânea, com representações satíricas das mídias sociais e da cultura de influenciadores, e referências a memes da Internet, como o Florida Man.
O jogo acompanha uma dupla criminosa: Jason Duval, que trabalhou para traficantes de drogas locais depois de seu tempo no exército; e Lucia Caminos, a primeira protagonista feminina não opcional da série, que foi presa na Penitenciária de Leonida depois de lutar por sua família de Liberty City. Após um assalto a banco fracassado, eles se mudam para Vice City e deparam-se com uma conspiração estadual. Outros personagens incluem: Cal Hampton, o amigo paranóico de Jason; Boobie Ike, que dirige um império empresarial em Vice City; Dre'Quan Priest, dono da gravadora Only Raw Records com Boobie; Bae-Luxe e Roxy, uma dupla musical contratada pela Only Raw como Real Dimez; Raul Bautista, um ladrão de banco experiente; e Brian Heder, um traficante de drogas e senhorio de Jason.

## Desenvolvimento e lançamento
Após o lançamento de Grand Theft Auto V em setembro de 2013, o presidente da Rockstar North, Leslie Benzies, disse que a empresa tinha "algumas ideias" para o próximo jogo da franquia Grand Theft Auto. A Rockstar Games iniciou os trabalhos preliminares em Grand Theft Auto VI em 2014, após o lançamento de Grand Theft Auto V, com o desenvolvimento principal começando após o lançamento de Red Dead Redemption 2 em 2018. Em março de 2018, o The Know relatou que o jogo, de codinome Project Americas durante sua produção, seria ambientado principalmente em uma Vice City reformulada e parcialmente na América do Sul, com uma protagonista feminina jogável. Em abril de 2020, Jason Schreier, da Kotaku, relatou que o jogo estava "no início de seu desenvolvimento" e idealizado para ser "um lançamento de tamanho moderado" que se expandiria ao longo do tempo, para evitar o crunch (horas extras obrigatórias de trabalho) de desenvolvimento de seus antecessores. Em julho de 2021, o jornalista Tom Henderson afirmou que o jogo se passaria em uma Vice City moderna, seu mapa poderia evoluir ao longo do tempo de modo similar a Fortnite, e que não seria lançado até 2025; Schreier reafirmou esses relatos. Escrevendo para a Bloomberg News em julho de 2022, Schreier relatou que o jogo, intitulado Grand Theft Auto VI, entrou em desenvolvimento em 2014 e contaria com dois protagonistas influenciados por Bonnie e Clyde, incluindo uma mulher latina; ele afirmou que os desenvolvedores estavam subvertendo cautelosamente a tendência da série de fazer piadas sobre grupos marginalizados. Espera-se que o jogo utilize a Rockstar Advanced Game Engine.
Nos anos anteriores ao seu anúncio, um novo jogo da série Grand Theft Auto tornou-se altamente aguardado, e os jornalistas notaram que alguns fãs ficaram frustrados com o silêncio contínuo da Rockstar Games, especialmente depois de anunciarem um relançamento de Grand Theft Auto V em 2020. Em 4 de fevereiro de 2022, a Rockstar confirmou que o desenvolvimento estava "bem encaminhado" e declarou que pretendia "ir significativamente além do que [havia entregado] anteriormente". Em julho, a Rockstar anunciou que Red Dead Online não receberia mais atualizações importantes, pois os recursos de desenvolvimento foram retirados para focar no próximo jogo; fontes da indústria afirmaram que a Rockstar realocou recursos após remasterizações planejadas de Grand Theft Auto IV (2008) e Red Dead Redemption (2010) terem sido pausadas devido à reação negativa recebida por Grand Theft Auto: The Trilogy – The Definitive Edition (2021). Em agosto, Strauss Zelnick, CEO da Take-Two Interactive, empresa controladora da Rockstar, disse que a desenvolvedora estava "determinada a mais uma vez estabelecer padrões criativos para a franquia, nossa indústria e para todo o entretenimento". Um indivíduo que fez referência ao jogo recebeu atenção da mídia por interromper vários programas ao vivo, incluindo o programa de televisão alemão Schlag den Star em agosto de 2021, e Doppelpass e Gamescom's Opening Night Live em agosto de 2023.
Em fevereiro de 2024, Schreier relatou que a Rockstar havia solicitado aos funcionários que encerrassem o trabalho remoto e retornassem aos escritórios em tempo integral a partir de abril "por razões de produtividade e segurança", já que o desenvolvimento está prestes a entrar em suas "fases finais". O Sindicato Independente dos Trabalhadores da Grã-Bretanha criticou a Rockstar por contradizer sua promessa de manter condições de trabalho flexíveis; alguns funcionários estavam preocupados que isso pudesse impactar negativamente a saúde e o moral da equipe e provocar demissões e condições de trabalho difíceis. Em março, Zack Zwiezen da Kotaku relatou que a decisão foi em parte para evitar um atraso, embora outros jornalistas tenham dito que o jogo permanecia "dentro do cronograma" e a empresa-mãe da Rockstar, Take-Two Interactive, confirmou que o jogo estava programado para o final de 2025. Em 2 de maio de 2025, a Rockstar anunciou oficialmente que o jogo havia sido adiado para 26 de maio de 2026. Segundo Schreier, os funcionários esperavam o atraso há meses devido à quantidade de trabalho restante necessária.
A expectativa em torno do jogo gerou um meme na internet que indicava perplexidade pelo fato de outros eventos surpreendentes terem ocorrido "antes de GTA 6". Em 2024, Grand Theft Auto VI ganhou os prêmios de Jogo Mais Desejado no Golden Joystick Awards e de Jogo Mais Aguardado no The Game Awards. Vários editores aguardaram o anúncio da data de lançamento antes de agendar seus próprios jogos, com outros preparados para remarcar para evitar uma possível competição com Grand Theft Auto VI. A empresa de pesquisas Circana previu que os lançamentos de Grand Theft Auto VI e do Nintendo Switch 2 poderiam permitir que o mercado de videogames se "recuperasse" com gastos recordes do consumidor; A DFC Intelligence projetou vendas de 40 milhões e lucros de US$3.2 bilhões no primeiro ano — o dobro de Grand Theft Auto V (2013), que teve o lançamento de jogo com o maior número de vendas — incluindo US$1 bilhão em pré-encomendas.

### Promoção
Em 7 de novembro de 2023, Schreier relatou que a Rockstar planejava anunciar o jogo em breve. No dia seguinte, o presidente da Rockstar, Sam Houser, anunciou que o primeiro trailer do jogo seria lançado no início de dezembro para comemorar o 25º aniversário da empresa. Alguns jornalistas relataram que o anúncio do trailer na rede social X se tornou a postagem relacionada a jogos eletrônicos mais curtida na plataforma em cinco horas, com mais de 1.3 milhão de curtidas, superando o recorde estabelecido pelas duas postagens anteriores da Rockstar sobre o jogo; esse recorde foi superado em 1º de dezembro de 2023, pela publicação da Rockstar anunciando que o primeiro trailer oficial do jogo seria lançado em 5 de dezembro, recebendo mais de 1.8 milhão de curtidas em 24 horas. Outros desenvolvedores imitaram o design do anúncio para promover os trailers de seus próprios jogos. A Rockstar publicou o trailer um dia antes, devido a vazamentos, formalmente revelando o título do jogo como Grand Theft Auto VI, protagonistas, cenário em Leonida (paródia da Flórida) e lançamento previsto para 2025.
Em 12 horas, o trailer quebrou o recorde de maior número de visualizações no primeiro dia de um vídeo não musical no YouTube, com mais de 46 milhões, eventualmente tornando-se o terceiro vídeo mais assistido da história da plataforma em 24 horas, com mais de 93 milhões de visualizações em seu primeiro dia. O trailer conta com a canção "Love Is a Long Road" de Tom Petty, que obteve um aumento de quase 37.000% em streams no Spotify, 250.000 pesquisas no Shazam, bem como alcançou a segunda posição da parada global do iTunes, após o lançamento do trailer. O trailer inspirou diversas recriações feitas por fãs em outros jogos, assim como um brickfilm e uma versão em live-action feita pela equipe Hyundai World Rally Team.
O segundo trailer oficial foi lançado em 6 de maio de 2025, revelando os nomes completos dos protagonistas, Jason Duval e Lucia Caminos. O trailer também apresenta as canções "Everybody Have Fun Tonight" de Wang Chung, "Child Support" de Zenglen, "Talkin' to Myself Again" de Tammy Wynette e "Hot Together" de The Pointer Sisters, que obteve um aumento de 182.000% em reproduções no Spotify. Após o lançamento do trailer, a Rockstar divulgou o enredo do jogo e atualizou seu website com 70 capturas de tela e diversas descrições de personagens e locais. O segundo trailer oficial do jogo tornou-se o maior lançamento de vídeo de todos os tempos, conquistando, ao longo de todas as plataformas, mais de 475 milhões de visualizações nas suas primeiras 24 horas, ultrapassando Deadpool & Wolverine.

### Vazamentos
Em 18 de setembro de 2022, 90 vídeos mostrando 50 minutos de filmagens do jogo em desenvolvimento foram publicados no GTAForums por um usuário conhecido como "teapotuberhacker". Schreier confirmou com fontes da própria Rockstar que o vazamento era real, e o jornal The Guardian informou que as filmagens tinham cerca de mais de um ano. As filmagens revelaram um cenário moderno de Vice City, com testes de animação e jogabilidade, layouts de fases e conversas entre personagens não jogáveis (NPCs), e retrata os personagens principais entrando em um clube de striptease e roubando uma lanchonete. O hacker alegou ser a mesma pessoa por trás de uma violação de segurança ocorrida na semana anterior envolvendo a empresa Uber. Ele afirmou, ainda, ter baixado os arquivos diretamente dos grupos internos da Rockstar na rede social Slack, e que possuía o código-fonte, assets e internal buildings tanto do novo jogo, quanto de Grand Theft Auto V, ameaçando tornar tudo público.
A Take-Two respondeu com avisos e remoções de alguns vídeos hospedados no YouTube sob o Digital Millennium Copyright Act, os quais discutiam e compartilhavam o vazamento, e contatou moderadores do GTAForums e Reddit para remover o acesso. Algumas horas depois, o hacker anunciou que estava "procurando negociar um acordo" com a Rockstar ou Take-Two. Múltiplos jornalistas descreveram o evento como "um dos maiores vazamentos na história da indústria de jogos eletrônicos"; Schreier chamou de "um pesadelo para a Rockstar Games" o que poderia limitar a flexibilidade do trabalho remoto para os funcionários. O analista da Jefferies, Andrew Uerkwitz, chamou isso de "desastre de relações públicas" que poderia atrasar o jogo e diminuir a moral da equipe, mas provavelmente não afetaria a recepção ou as vendas. The Guardian observou que as imagens vazadas foram amplamente criticadas "por usuários mal informados" devido à sua qualidade, apesar de não serem representativas do produto final. Em solidariedade, vários desenvolvedores da indústria compartilharam imagens do trabalho em andamento de seus jogos e alguns, incluindo Cliff Bleszinski, Neil Druckmann, Rami Ismail e Alanah Pearce, ofereceram sua empatia à Rockstar.
A Rockstar confirmou o vazamento em 19 de setembro, comentando que foi uma "intrusão de rede" e que estava "extremamente decepcionada" pela maneira como o jogo foi demonstrado pela primeira vez, mas que não previa efeitos de longo prazo no desenvolvimento. A empresa desativou comentários e respostas em suas contas de redes sociais nos dias seguintes ao vazamento. A Take-Two ecoou a declaração da Rockstar ao afirmar que nenhum serviço foi comprometido e que eles tomaram medidas para controlar a situação. O preço das ações da empresa caiu mais de seis por cento nas negociações de pré-mercado naquele dia, mas se recuperou durante o horário normal de negociação após a declaração da Take-Two. A Uber reconheceu as possíveis ligações com a violação de segurança e informou que estava trabalhando com o Federal Bureau of Investigation (FBI) e o Departamento de Justiça dos Estados Unidos. Eles acreditavam que o hacker era afiliado ao grupo Lapsus$, que teria violado empresas como Microsoft, Nvidia e Samsung no ano anterior. Em novembro, Zelnick disse que nenhum bem material parecia ter sido levado e que o incidente fez com que as empresas se tornassem mais vigilantes em relação à segurança cibernética. Em fevereiro de 2023, ele reiterou que o vazamento afetou emocionalmente a equipe, mas que os negócios permaneceram inalterados.
Um menino de 17 anos de Oxfordshire—alegado ser "teapotuberhacker"—foi preso pela Polícia da Cidade de Londres em 22 de setembro como parte de uma investigação apoiada pela Unidade Nacional de Crimes Cibernéticos com a assistência de autoridades federais americanas. O suspeito é um membro importante do Lapsus$ que, então com 16 anos, estava entre os sete presos em março de 2022 sob suspeita de violar várias outras empresas, acumulando 10,6 milhões de libras. Comparecendo perante o Tribunal Juvenil de Highbury Corner em setembro, ele foi declarado culpado de duas acusações de violação das condições de fiança e inocente de duas acusações de uso indevido de computador, negando as alegações do promotor de que ele usou um telefone celular que "não tinha permissão" para violar e fazer chantagem com as empresas. Em julho e agosto de 2023, ele foi julgado no Southwark Crown Court por doze crimes, incluindo seis acusações de uso indevido de computador, três de blackmail e duas de fraude. Os promotores alegaram que ele ameaçou divulgar o código-fonte em uma mensagem a todos os funcionários da Rockstar no Slack e que tinha como alvo outras empresas como BT Group, Nvidia, Revolut e Uber. Ele foi considerado inapto para ser julgado; em vez de avaliar sua culpa, um júri determinou que ele havia cometido os atos. Em dezembro de 2023, ele foi colocado sob ordem hospitalar por tempo indeterminado por um juiz, devido ao alto risco que representava para o público, uma vez que manifestou intenção de prosseguir com os crimes cibernéticos. Em 7 de maio de 2024, quatro imagens relacionadas ao Grand Theft Auto VI foram identificadas na Interface de Programação de Aplicações (API) do site oficial da Rockstar Games. No entanto, essas imagens não estavam disponíveis para acesso público. Após a divulgação desta descoberta, uma página na plataforma da Rockstar Games que aparentemente destinava-se a hospedar essas imagens foi detectada. Entretanto, posteriormente, a Rockstar Games removeu essa página.
Em 1º de janeiro de 2025, um usuário do Reddit publicou uma foto e dois vídeos de um kit de desenvolvimento do PlayStation 5 rodando o jogo, capturados por alguém que "trabalhou em um escritório da Rockstar durante alguns meses" em meados de 2021; a publicação foi posteriormente deletada. Com base no ambiente do escritório, a Eurogamer afirmou que a foto e os vídeos foram registrados na sede da Rockstar San Diego. Ian Walker, da Polygon, comentou que a publicação não revelou nenhuma informação nova, chamando-a de "o pior vazamento de todos os tempos". Muitos consideraram a abertura do segundo trailer—onde Jason afirma estar "apenas consertando alguns vazamentos"—uma referência aos vazamentos do jogo.